# Quidditch Premier League
 La Quidditch Premier League (QPL) è una lega di quidditch presente in Regno Unito, in Francia, in Belgio, nei Paesi Bassi e in Germania. La lega è composta da diciassette squadre: quattro rispettivamente nella UK North Division, nella UK Central Division e nella UK South Division, e cinque nella European Division. La stagione di QPL va da giugno ad agosto di ogni anno, con ogni squadra che gioca tre partite contro le avversarie della stessa divisione. I playoff si svolgono a fine agosto.

## Storia
La Quidditch Premier League è stata fondata nel novembre 2016 da Jack Lennard nella speranza di sviluppare ulteriormente il quidditch nel Regno Unito durante i mesi estivi. Lennard è l'attuale direttore della Lega. Il QPL è stato lanciato in diretta su Sky News Sunrise e ha immediatamente guadagnato l'attenzione internazionale, con apparizioni su BBC News, ITV News e persino una menzione su Conan. La prima stagione ha debuttato a giugno 2017 e ha visto vincitori i West Midlands Revolution. A settembre 2017 sono state aggiunte due nuove squadre; i Welsh Dragons, nella South Division, e gli Scottish Thistles, nella North Division, a rappresentanza di Galles e Scozia. La stagione 2018 è stata disputata con 3 partite per divisione, seguita dalla finale al Cardiff Arms Park vinta dai London Monarchs; i Southeast Knights sono arrivati secondi e i campioni del 2017, i West Midlands Revolution, sono arrivati terzi. Prima dell'inizio della stagione 2018, è stato annunciato che la Quidditch Premier League avrebbe istituito una divisione europea con cinque squadre in vista della stagione 2019. Le nuove squadre hanno sede a Parigi, Lille, Bruxelles, Amsterdam e Colonia. Successivamente è stato anche annunciato il debutto di altre due squadre per il 2019, con sede a Londra e nel Nord dell'Inghilterra, portando così a tre le divisioni britanniche.

## Formato
Le squadre tengono i provini nei rispettivi bacini di utenza nel mese di febbraio di ogni anno per selezionare le loro squadre di 25 giocatori. Le squadre che condividono i bacini di utenza, come le squadre di Londra, le squadre del Nord e le squadre europee, tengono provini congiunti seguiti da un sorteggio dei potenziali giocatori. Ogni stagione prevede dodici partite, tre per ogni divisione, a giugno, luglio e agosto, in cui tutte le squadre di quella divisione si riuniscono per giocare in formato round-robin. La finale, che si tiene in uno stadio sportivo professionistico, si svolge alla fine di agosto e include tutte le diciassette squadre divise in due divisioni in base alle classifiche, ed è un evento a eliminazione diretta. I precedenti playoff si sono tenuti al Craven Park Stadium di Hull e all'Arms Park Stadium di Cardiff.

## Squadre
| Squadra                  | Bacino                | Stagione inaugurale | Allenatore        |                   |                   |
| UK North Division        | UK North Division     | UK North Division   | UK North Division | UK North Division | UK North Division |
| ------------------------ | --------------------- | ------------------- | ----------------- | ----------------- | ----------------- |
| Yorkshire Roses          | Yorkshire e Humber    | 2017                | Amit Portnoy      |                   |                   |
| Northern Watch           | Nord Ovest e Nord Est | 2017                | Chloe Durkin      |                   |                   |
| Northern Angels          | Nord Ovest e Nord Est | 2019                | Vacante           |                   |                   |
| Scottish Thistles        | Scozia                | 2018                | Kieran Newton     |                   |                   |
| UK Central Division      |                       |                     |                   |                   |                   |
| Eastern Mermaids         | Est dell'Inghilterra  | 2017                | Claire Allen      |                   |                   |
| Welsh Dragons            | Galles                | 2018                | Lucy Nicholls     |                   |                   |
| West Midlands Revolution | West Midlands         | 2017                | Katie Savva       |                   |                   |
| East Midlands Archers    | East Midlands         | 2017                | James Thanangadan |                   |                   |
| UK South Division        |                       |                     |                   |                   |                   |
| London Monarchs          | Greater London        | 2017                | Seb Waters        |                   |                   |
| London Lions             | Greater London        | 2019                | Isla Adams        |                   |                   |
| Southeast Knights        | Sud Est               | 2017                | Thea Watts        |                   |                   |
| Southwest Broadside      | Sud Ovest             | 2017                | Henry Light       |                   |                   |
| European Division        |                       |                     |                   |                   |                   |
| Paris Lumières           | Europa continentale   | 2019                | Crisofol Rosello  |                   |                   |
| Brussels Atoms           | Europa continentale   | 2019                | Florian Dion      |                   |                   |
| Amsterdam Pride          | Europa continentale   | 2019                | Matthijs Stegeman |                   |                   |
| Cologne Talons           | Europa continentale   | 2019                | Jade Souka        |                   |                   |
| Lille Géants             | Europa continentale   | 2019                | Non attivi        |                   |                   |